# Classe Island (patrouilleur)

Le patrouilleur de classe Island  était une classe de deux navires destinée à la Scottish Fisheries Protection Agency (en). À la suite des expériences de la Royal Navy dans la guerre de la morue avec l'Islande et du succès du FPV Jura (prêté à la Marine sous le nom de HMS Jura) dans les patrouilles de protection des pêches, la marine en a fait construire sept autres. Ces navires ont été conçus et construits à Aberdeen, en Écosse.

## Historique
Le FPV Jura et le FPV Westra ont été construits entre 1973 et 1975 respectivement. Le Jura a été prêté à la Royal Navy entre 1975 et 1977 pour évaluation.
Le succès du Jura a encouragé la Royal Navy à construire sept autres navires de même conception. Ces navires constituaient la majeure partie du Fishery Protection Squadron (en), dont la mission était de patrouiller sur les lieux de pêche de l'Atlantique et d'assurer la sécurité des gisements britanniques de pétrole et de gaz en mer du Nord. 
Cependant, depuis le milieu des années 90, la classe a été progressivement déclassée. Le Jersey a été vendu à la marine du Bangladesh en 1994, suivi par Shetland, Alderney, Anglesey, Guernsey et Lindisfarne, Orkey allant à Trinité-et-Tobago. La classe Island a été remplacée dans le Fishery Protection Squadron par les trois navires de la classe River.

## Unités
| Nom             | N° de série     | Lancement | Statut                                                              | Photo |
| --------------- | --------------- | --------- | ------------------------------------------------------------------- | ----- |
| FPV Jura        | P296 (HMS Jura) | 1973      | Vendu à la République islamique de Mauritanie                       |       |
| FPV Westra      |                 | 1974      | Vendu en 2005 à Sea Shepherd Conservation Society MV Steve Irwin    |       |
| HMS Anglesey    | P277            | 1979      | Vendu en 2003 à la Marine bangladaise BNS Gomati (P914)             |       |
| HMS Alderney    | P278            | 1979      | Vendu en 2002 à la Marine bangladaise BNS Kapatakhaya (P912)        |       |
| HMS Jersey      | P295            | 1976      | Vendu en 1993 à la Marine bangladaise BNS Shaheed Ruhul Amin (A511) |       |
| HMS Guernsey    | P297            | 1977      | Vendu en 2004 à la Marine bangladaise BNS Turag (P714)              |       |
| HMS Shetland    | P298            | 1977      | Vendu en 2002 à la Marine bangladaise BNS Karatoa (P913)            |       |
| HMS Orkney      | P299            | 1977      | Vendu en à la Trinité-et-Tobago TTS Nelson (CG20) détruit en 2016   |       |
| HMS Lindisfarne | P300            | 1978      | Vendu en 2004 à la Marine bangladaise BNS Sangu (P713)              |       |